# 本顿堡 (蒙大拿州)
本顿堡（英語：Fort Benton），是美国西北部蒙大拿州的一座城镇。根据2010年美国人口普查，该城镇的人口为1,464人，在蒙大拿州排行第46。使用北美山区时区（UTC-7，夏季为UTC-6）作为标准时间。

## 外部連結
- 官方网站 （英文）